# Armin Dornauer
 Armin Dornauer, né le 21 juillet 2000, est un skieur alpin autrichien.

## Biographie
En 2020 à Narvik il est vice-champion du monde juniors du super G.

## Palmarès

### Championnats du monde juniors
| Épreuve / Édition    | Descente | Super G | Slalom géant | Slalom | Combiné | Team event |
| Mondiaux 2020 Narvik | -        | Argent  | annulé       | annulé | annulé  | annulée    |
| Mondiaux 2021 Bansko | annulé   | Abandon | 10e          | 7e     | annulé  | annulé     |